# Dakar
Dakar este capitala statului Senegal situat pe coasta occidentală a Africii, pe peninsula Cap Verde. Dakar se află la Oceanul Atlantic. Orașul este situat la extremitatea vestică a Africii. Orașul este astfel locul ideal pentru comerțul transatlantic și european, crescând astfel importanța Dakarului ca cel mai important port regional.

## Educație
- Kedge Business School

## Puncte de atracție
- Piața Kermel din centrul orașului este celebră pentru diversitatea și policromia produselor de artizanat și a produselor agricole oferite.
- Muzeul de Etnografie, cu colecția sa impresionantă de măști.
- Insula Goreé, fosta piață de sclavi, care păstrează un muzeu cu numele de „Casa  Sclavilor”.
- Cladirile în stil colonial din centrul orașului.
- Marea Moschee.

## Personalități
- Ségolène Royal (n. 1953), politician francez;
- Omar Pene (n. 1956), cântăreț senegalez;
- Youssou N’Dour (n. 1959), cântăreț senegalez;
- MC Solaar (n. 1969), rapper și hip-hoper francez;
- Lamine Cissé (n. 1971), fotbalist;
- Stéphane Christophe Bridé (n. 1971), politician din Republica Moldova;
- Ferdinand Coly (n. 1973), fotbalist;
- Patrick Vieira (n. 1976), fotbalist;
- Pape Bouba Diop (n. 1978), fotbalist;
- Mamadou Diabang (n. 1979), fotbalist;
- El Hadji Diouf (n. 1981), fotbalist;
- Lorena Cesarini (n. 1987), actriță italiană.

## Orașe înfrățite
- Washington, DC, USA
- Taipei, China
- Sfax, Tunisia
- Praia, Capul Verde
- Oran, Algeria
- Niamey, Niger
- Milano, Italia
- Marsilia, Franța
- Kinshasa, Republica Democrată Congo
- Douala, Camerun
- Casablanca, Maroc
- Brazzaville, Republica Congo
- Bissau, Guineea-Bissau
- Banjul, Gambia
- Bamako, Mali
- Baku, Azerbaidjan